# Gobernador de Trujillo
El gobernador del estado Trujillo es el jefe del ejecutivo de ese estado occidental Venezolano. Según el artículo 160 de la Constitución de Venezuela de 1999 el gobernador debe ser "venezolano o venezolana, mayor de veinticinco años y de estado seglar". Es elegido por cuatro años por mayoría simple y puede ser reelegido. Antes de la promulgación de dicha Constitución la edad mínima era de treinta años.
El gobernador se encarga de dirigir la acción del gobierno y es responsable ante el Consejo Legislativo del Estado, al que debe rendir cuentas anualmente, Debe hacer cumplir la Constitución Nacional y la del Estado Trujillo, y las leyes nacionales y estadales, debe además nombrar un grupo o gabinete de secretarios de su confianza y un secretario general de Gobierno, que lo sustituye en caso de faltas temporales. La sede de la Gobernación del estado Trujillo se encuentra ubicada en la ciudad de Trujillo.
Hasta la reforma política ocurrida en el año 1989, los gobernadores de los estados venezolanos fueron designados por el presidente de la República. Ese año, el primer gobernador electo por votación popular en el Estado Trujillo fue José Méndez Quijada, apoyado por el partido socialdemócrata Acción Democrática.

## Designados
| Titular                | Período   | Partido                    | Notas                                                                |
| Juan Bautista Araujo   | 1879-1880 |                            | Como presidente del estado Trujillo.                                 |
| José Rosendo Medina    | 1880-?    |                            | Como presidente del estado Trujillo.                                 |
| Juan Bautista Araujo   | 1882-1883 |                            | Como presidente del estado Los Andes.                                |
| Espíritu Santo Morales | 1898      |                            | Como presidente del estado Los Andes.                                |
| Leopoldo Baptista      | 1901-1905 |                            | Designado por Joaquín Crespo.                                        |
| Numa Quevedo           |           |                            |                                                                      |
| Antonio Martín Araujo  | 1945-1974 |                            | Designado por Rómulo Betancourt como presidente del estado Trujillo. |
| José Quintini          |           |                            |                                                                      |
| Eleazar González       | 1984-1987 | Logo de Acción Democrática | Designado por Jaime Lusinchi.                                        |

## Electos
| N.º | Titular                 | Período | Período | Partido                                    | Elección | % de votos | Notas                                                                                             |
| N.º | Titular                 | Inicio  | Final   | Partido                                    | Elección | % de votos | Notas                                                                                             |
| --- | ----------------------- | ------- | ------- | ------------------------------------------ | -------- | ---------- | ------------------------------------------------------------------------------------------------- |
| 1.  | José Méndez Quijada     | 1989    | 1995    | Logo de Acción Democrática                 | 1989     | 48,00      | Primer gobernador bajo elecciones directas.                                                       |
| 1.  | José Méndez Quijada     | 1989    | 1995    | Logo de Acción Democrática                 | 1992     | 48,46      | Primer gobernador bajo elecciones directas.                                                       |
| 2.  | Luis Ernesto González   | 1995    | 2000    | Logo de Acción Democrática                 | 1995     | 39,07      | Se realizaron elecciones adelantadas en el 2000 debido a la aprobación de una nueva Constitución. |
| 2.  | Luis Ernesto González   | 1995    | 2000    | Logo de Acción Democrática                 | 1998     | 46,31      | Se realizaron elecciones adelantadas en el 2000 debido a la aprobación de una nueva Constitución. |
| 3.  | Gilmer Viloria          | 2000    | 2008    | Logo Movimiento Quinta República           | 2000     | 56,91      |                                                                                                   |
| 3.  | Gilmer Viloria          | 2000    | 2008    | Logo Movimiento Quinta República           | 2004     | 54,30      |                                                                                                   |
| 4.  | Hugo Cabezas Bracamonte | 2008    | 2012    | Logo Partido Socialista Unido de Venezuela | 2008     | 59,96      |                                                                                                   |
| 5.  | Henry Rangel Silva      | 2012    | 2021    | Logo Partido Socialista Unido de Venezuela | 2012     | 82,30      |                                                                                                   |
| 5.  | Henry Rangel Silva      | 2012    | 2021    | Logo Partido Socialista Unido de Venezuela | 2017     | 59,75      |                                                                                                   |
| 6.  | Gerardo Márquez         | 2021    | 2025    | Logo Partido Socialista Unido de Venezuela | 2021     | 41,67%     | Actual gobernador                                                                                 |
| 7.  | Gerardo Márquez         | 2025    | 2029    | GPPSB                                      | 2025     | 91.86 %    | Reelecto                                                                                          |